# Коноваловка (Шал-акина район)
Конова́ловка (каз. Коновалов) — село у складі району Шал-акина Північноказахстанської області Казахстану. Входить до складу Городецького сільського округу.
Населення — 58 осіб (2021; 176 у 2009, 308 у 1999, 474 у 1989).
Національний склад станом на 1989 рік:
- росіяни — 79 %.